# Varujan Vosganian
Varujan Vosganian (în armeană Վարուժան Ոսկանյան; n. 25 iulie 1958, Craiova, România) este economist, om politic și scriitor român de origine armeană. Este președintele Uniunii Armenilor din România de la reînființarea acesteia în 1990 și președinte al Uniunii Scriitorilor din România din 2024. Între 2005-2024 a deținut funcția de prim-vicepreședinte al Uniunii Scriitorilor. Cărțile sale au fost traduse în peste 20 de limbi.

## Biografie
Varujan Vosganian s-a născut pe 25 iulie 1958 la Craiova într-o familie de etnie armeană, supraviețuitoare a Genocidului comis împotriva armenilor din Imperiul Otoman între anii 1915-1923. Bunicii după tată, Garabet și Arșaluis Vosganian proveneau din Afion Karahisar, respectiv Constantinopol (Istanbulul de astăzi din Turcia, de unde a pornit planul Genocidului: în 24 aprilie 1915, au fost arestați și mai târziu uciși sute de intelectuali armeni), un oraș cu o comunitate armeană numeroasă și importantă. Familia bunicului după mamă, Setrak Melikian, era originară din Urmia, Persia, dar s-a mutat în secolul al XVIII-lea în vechiul oraș armenesc Karin (Erzurum de astăzi, care se află în estul Turciei). Familia bunicii după mamă, Sofia Melikian s-a refugiat la Ruse, Bulgaria, după masacrele din Imperiul Otoman din 1895.
Vosganian și-a petrecut copilăria și adolescența în orașul Focșani, unde se stabiliseră bunicii lui după tată. Amintirile copilăriei constituie punctul de plecare al cunoscutului său roman „Cartea șoaptelor”.
După finalizarea studiilor medii la Liceul „Alexandru Ioan Cuza” din Focșani, a absolvit Facultatea de Comerț din cadrul Academiei de Studii Economice din București (1982, ca șef de promoție) și Facultatea de Matematică a Universității București (1991). Obține în 1998 titlul de doctor  la Academia de Studii Economice din București, cu o temă privind reforma piețelor financiare.
După absolvire și până decembrie 1989 Vosganian a lucrat ca economist la Centrala Berii și Vinului din București.
Între anii 1978-1991, a predat cursuri la Școala duminicală de limbă, istorie și cultură armeană din București. Ultima școală armeană autorizată de oficialități fusese închisă în 1962. „Datorez cunoașterea aprofundată a limbii armene educației primite în familie, în special de la bunicul Garabet. Fără să fi fost elev la vreo școală armeană, am devenit profesor, spune Vosganian. Și adaugă: În același timp eu sunt și armean și român. Cu mare mândrie reprezint poporul armean în România, dar în străinătate eu reprezint România”.
Vorbește fluent limbile armeană, engleză, franceză, italiană și spaniolă.
Este căsătorit cu Mihaela Vosganian, profesor universitar, compozitoare de muzică simfonică și are o fiică, Armine, actriță și regizor de film.

## În politică
Implicarea politică a lui Vosganian începe odată cu Revoluția din 1989.
Despre participarea la acele evenimente povestește chiar el: „Am fost unul dintre puținii participanți care au rămas în Piața Universității după ce mitingul din Piața Palatului s-a destrămat. Credeam că nu sunt eu, că nu mi se întâmplă mie, chiar și atunci când am fost dus pe Strada Eforie la sediul Securității, în camera aceea de tortură unde sângele curgea ca tapetul pe pereți. Am fost apoi legați cu mâinile la spate și duși pe un câmp unde am așteptat vreo două ore, crezând că or să ne omoare. Și aceea a fost întâlnirea mea cu moartea. Apoi ne-au suit înapoi în mașină, când au aflat că muncitorii încep să vină spre centru. Unul dintre noi care era mai experimentat în lucruri din astea a strigat „Suntem salvați, ne duc la Jilava, la pușcărie”. Motivul pentru care am participat la acele evenimente este că m-am gândit că, dacă nu sunt acolo în clipa aceea, însemna că tot ce am răbdat până atunci a meritat să rabd. A fost un gest de revoltă venind din toate străfundurile celor 30 de ani pe care îi trăisem până atunci”.
În februarie 1990, devine membru în Consiliul Provizoriu de Uniune Națională (CPUN), ca reprezentant al comunității armene. În același an, se reînființează Uniunea Armenilor din România (UAR), al cărui președinte este și în prezent. A reprezentat minoritatea armenilor în Parlamentul României ca deputat în două legislaturi (1990-1992, 1992-1996), îndeplinind în această calitate funcțiile de lider al Grupului Parlamentar al Minorităților Naționale (octombrie 1992 - decembrie 1995), membru al Consiliului Minorităților Naționale (din 1993) și, de asemenea, membru în Comisia economică, în Comisia pentru drepturile omului, culte și problemele minorităților naționale (1990-1992), membru în Comisia pentru politică economică, reformă și privatizare și în Comisia specială pentru avizarea propunerii legislative privind minoritățile naționale și comunitățile autonome (1992-1996).
În 1996 a fondat Partidul Alternativa României (PAR), împreună cu Adrian Iorgulescu și Laurențiu Ulici, devenind președinte al acestuia (1996-1999). Partidul Alternativa României și-a schimbat denumirea în cea de Uniunea Forțelor de Dreapta (UFD) la data de 28 martie 1999, Vosganian îndeplinind funcțiile de copreședinte (1999-2001) și președinte al Consiliului Național (2001-2003) al acestui partid. UFD a fost membru al coaliției CDR 2000, lansată în august 2000 cu scopul de a participa la alegerile din anul 2000. UFD a fuzionat prin absorbție cu Partidul Național Liberal la 19 aprilie 2003.
A fost ales ca senator de Iași în legislatura 1996-2000 (ca reprezentant UFD, pe listele Convenției Democrate Române), și apoi în legislaturile 2004-2008, 2008-2012, 2012-2016 (pe listele PNL). În această calitate a îndeplinit funcțiile de președinte al Comisiei de Buget, Finanțe, Activitate bancară și Piață de capital a Senatului României (1996 - 1998; 2004 - 2006), membru în Comisia pentru muncă și protecție socială (2006 - 2007) și în Comisia economică, industrii și servicii (2007-2008), precum și membru în Delegația Parlamentului României la Adunarea Parlamentară a Consiliului Europei (2004 - 2007, 2012).
În anul 2003, ca urmare a fuziunii prin absorbție a UFD cu PNL, Varujan Vosganian devine membru în Biroul Permanent Central al PNL, membru în Consiliul Național de Conducere al Alianței „Dreptate și Adevăr” și coordonator al Comisiei Naționale de Strategie a PNL (2003-2004). Îndeplinește apoi funcții de conducere în cadrul PNL, fiind membru al Comitetului Executiv al PNL (2005–2007), purtător de cuvânt (din 2006) și vicepreședinte (2007-2014).
În octombrie 2006, a fost propus pentru ocuparea funcției de comisar european din partea României, după ce aceasta va fi aderat la Uniunea Europeană, iar Vosganian a fost audiat de președintele Comisiei Europene (CE) de atunci, José Manuel Barroso. În urma audierilor lui Vosganian și a candidatei din partea Bulgariei, Meglena Kuneva, președintele CE de atunci a avansat doar candidatura celei din urmă, iar Guvernul României a trebuit să facă o altă propunere. Presa vremii a pus eșecul candidaturii lui Vosganian pe seama probabilității mari ca el să fie respins de Parlamentul European, din cauza unor declarații mai vechi cu tentă rasistă față de romi, precum și din cauza nerecunoașterii independenței Republicii Moldova.
Vosganian este un susținător al mișcării de unificare a României și Republicii Moldova în cadrul UE, declarând în ședința Senatului din 10 aprilie 2006 că atât timp cât există două state separate (România și Republica Moldova), „poporul român va fi ultimul popor care va purta rușinea de a fi divizat de o frontieră artificială”. În aceeași ședință s-a autodescris drept un „unionist incurabil”.
La data de 12 decembrie 2006, Vosganian este numit în funcția de ministru al economiei și comerțului în Guvernul Tăriceanu. După restructurarea guvernamentală din 5 aprilie 2007, Vosganian preia portofoliul de ministru al economiei și finanțelor (prin comasarea portofoliului economiei și comerțului cu cel al finanțelor). În această perioadă, România a atins o seamă de performanțe neegalate în toată perioada de tranziție, privind creșterea economică, rata investițiilor, absorbția fondurilor externe, un spor de cca. jumătate de milion de locuri de muncă, precum și nivelul scăzut al datoriei publice. Pe fundalul creșterii PIB, s-au dublat salariile și pensiile, după decizia acestuia de a introduce cota unică de impozitare.
Din decembrie 2012 până în octombrie 2013, a fost ministru al economiei în guvernul Ponta 2.
În 2 septembrie 2013, Direcția de Investigare a Infracțiunilor de Criminalitate Organizată și Terorism (DIICOT) solicită începerea urmăririi penale împotriva ministrului Economiei, Varujan Vosganian pentru „complot și subminarea economiei naționale”. Procurorii îl acuză că a favorizat compania Interagro, deținută de magnatul Ioan Niculae, să obțină prețuri preferențiale de la compania de stat Romgaz. În ziua următoare, Varujan Vosganian a ținut o conferință de presă în care a explicat că „acest dosar are în vedere doar discutarea unor opțiuni de natură economică ale Guvernului, statuate prin Memorandumuri și publicate în Monitorul Oficial”, afirmând că pierderile înregistrate de Romgaz au fost mai mici decât cele ce s-ar fi înregistrat „dacă industria chimică își reducea activitatea.” Senatul a respins solicitarea Parchetului de urmărire penală împotriva lui Varujan Vosganian cu 126–25 de voturi. Imediat după votul din Senat, în rezultatul discuțiilor În cadrul USL, V. Vosganian și-a dat demisia din Guvern, invocând „sentimentul de onoare și al iubirii de țară”. DIICOT a revenit cu o nouă solicitare în februarie 2015, pe care Senatul a respins-o ca fiind netemeinică.  
Din cauza conflictelor create în cadrul PNL, în urma fuziunii cu Partidul Democrat Liberal, Vosganian a părăsit partidul în februarie 2015, alăturându-se, la sfârșitul aceluiași an, lui Călin Popescu Tăriceanu în Partidul Alianța Liberalilor și Democraților (ALDE). În prezent, Vosganian este vicepreședinte ALDE, conduce filiala ALDE Iași și, în urma alegerilor parlamentare din decembrie 2016, a obținut un nou mandat de parlamentar (al șaptelea), ca deputat și membru al Comisiei de Buget, Finanțe și Bănci a Camerei Deputaților.

## Alte activități
Vosganian este prim-vicepreședinte al Uniunii Scriitorilor din România (din 2005), membru fondator al Societății Române de economie (SOREC), membru al Consiliului Experților Internaționali ai Centrului European de Studii Politice cu sediul la Bruxelles (1992-1995), membru onorific al Consiliului Științific al Institutului Național de Prognoză și Senior Cercetător al Institutului Național de Economie, membru de onoare al Camerei de Comerț a României. A obținut, de asemenea, titlul de conferențiar universitar.
A fost invitat la Reuniunea
anuală “Future of Europe Trust” a Clubului Tinerilor Liberali Politici din Londra (1992, 1993), a participat
la Reuniunea Experților Internaționali ai Centrului European de Studii Politice
de la Bruxelles (1993, 1994, 1995), este
invitat al Guvernului Statelor Unite ale Americii în cadrul programului
“International Visitors” (1994), precum și invitat la reuniuni internaționale
organizate de Organizația
Națiunilor Unite, Organizația pentru Securitate și Cooperare în Europa, Uniunea Europeană, Banca Europeană pentru Reconstrucție și Dezvoltare etc.

## Distincții
Literare:
- Premiul „Cea mai buna proză a anului” pentru volumul „Statuia Comandorului”, Uniunea Scriitorilor București (1994)
- Premiul internațional de poezie „Nichita Stănescu”, Chișinău (aprilie 2006)
- Premiul „Cartea anului 2009” pentru romanul „Cartea șoaptelor” acordat de revista „România literară” (2009)
- Premiul „Cea mai buna proză a anului”, revista Convorbiri Literare (2009)
- Premiul „Ion Creangă” al Academiei Romane (2009)
- Premiul „Cea mai bună proză a anului” pentru romanul „Cartea șoaptelor”, revista literară Viața Românească (2010)
- Premiul „Cea mai bună proză a anului” și „Premiul cititorilor” pentru romanul „Cartea șoaptelor”, revista „Observatorul cultural” (2010)
- Premiul „Cea mai bună proză a anului” pentru romanul „Cartea șoaptelor”, revista literară Argeș (2010)
- Trofeul Mihail Sebastian pentru romanul „Cartea șoaptelor” și Premiul „Tristan Tzara” pentru poezie, conferit de revista multiculturală Niram Art în colaborare cu ICR Madrid (2010)
- Marele Premiu ANGELUS, Premiul Cititorilor „Natalia Gorbanevskaia” și Premiul pentru „Cea Mai Buna Traducere”, în cadrul Galei Premiului Literar al Europei Centrale ANGELUS (2016)

Alte:
- Premiul de Excelență pentru contribuția la dezvoltarea Pieței de Capital din România, Bursa de Valori București (2005)
- Premiul Special pentru suportul adus dezvoltării Pieței de Capital din România, Bursa de Valori Sibiu (2005)
- Premiul Academiei Române pentru contribuția la dezvoltarea științei și culturii românești (2006)
- Doctor Honoris Causa al Universității „Vasile Goldiș” din Arad (2006)
- Medalia de aur pentru cultură, oferită de Guvernul Armeniei (2006, 2013)
- Ordinul „Nerses Shnorhali”, oferit de Catolicosul Bisericii Apostolice Armene (2006)
- „Ordine della Solidarieta Italiana”, din partea Președintelui Republicii Italiene, Giorgio Napolitano (2008)
- Ordinul „Cavalerul cilician”, oferit de Catolicosatul Marii Case de Cilicia (2008)
- „Crucea Sfântului Andrei”, oferită de Patriarhia Română (2008)
- Medalia ”Movses Khorenatsi”, oferită de Președintele Armeniei, Serj Sargsyan (2011)
- Medalia ”William Saroyan”, oferită de Guvernul Armeniei (2012)

## Lucrări publicate

### Economie
- Jurnalul de front: articole economice, București, Editura Staff, 1994;
- Contradicțiile tranziției la o economie de piață, București, Expert, 1994;
- Reforma piețelor financiare din România, Iași, Editura Polirom, 1999.

### Literatură
- Șamanul Albastru, București, Editura Ararat, 1994
- Statuia Comandorului, București, Editura Ararat,1994
- Ochiul alb al reginei, București, Editura Cartea Românească, 2001 (poezii, volum selectat pentru Jubileul Asociației Traducătorilor de Literatură Americană, Chicago, 2002)
- Iisus cu o mie de brațe, Cluj-Napoca, Editura Dacia, 2004 - poezii;
- Cartea șoaptelor, Editura Polirom, Iași, 2009.[10][11][12][13] (distins cu premiul "Ion Creangă" al Academiei Române, în 2009)
- Jocul celor o sută de frunze și alte povestiri, Editura Polirom, Iași, 2013
- Cartea poemelor mele nescrise, Editura Cartea Românească, 2015
- Copiii războiului, Editura Polirom, 2016
- Patimile după Gödel, Editura Polirom, 2020
- Povestiri despre oameni obișnuiți, Editura Polirom, 2022

Cărțile traduse în alte limbi:
- „A kék sámán”, Editura AB – ART  (2009), antologie de poeme, traducerea în limba maghiară a cărții “Șamanul Albastru”

- „El libro de los susurros”, Editura Pre – Textos  (2010), traducere de Joaquin Garrigos în limba spaniolă a romanului “Cartea șoaptelor”

- „Il libro dei sussurri”, Editura Kellerdi Rovereto Trento (2011), traducere de Anita Natascia Bernacchia în limba italiană a romanului “Cartea șoaptelor”
- „Șșukneri Matian”, Editura Uniunii Scriitorilor din Armenia (2012), traducere de Sergiu Selian în limba armeană a romanului “Cartea șoaptelor”

- „Sefer Halehishot”, Editura Hakibbutz Hameuchad  (2012), traducere de Any Shilon în limba ebraică a romanului “Cartea șoaptelor”
- „Le livre des chuchotements”, Editions des Syrtes (2013), traducere de Laure Hinckel și Marily Le Nir în limba franceză a romanului “Cartea șoaptelor”
- „Viskningarnas bok”, Editura 2244 (2013), traducere de Inger Johansson în limba suedeză a romanului “Cartea șoaptelor”
- „Buch des Flüsterns”, Editura Zsolnay Verlag (2013), traducere de Ernest Wichner în limba germană a romanului “Cartea șoaptelor”
- „Proșepnata kniga”, Editura Avangard Print (2013), traducere de Vanina Bojikova în limba bulgară a romanului “Cartea șoaptelor”
- „Suttogások könyve”, Editura Orpheusz (2014), traducere de Zsolt Karácsony în limba maghiară a romanului “Cartea șoaptelor”
- „Șșukneri Matian”, Editura Antares (2014, a II-a ediție), traducere de Sergiu Selian în limba armeană a romanului “Cartea șoaptelor”
- „Buch des Flüsterns”, Editura Büchergilde Gutemberg (2015, a II-a ediție), traducere de Ernest Wichner în limba germană a romanului “Cartea șoaptelor”
- „Livro dos Sussuros”, Ediție digitală (2015), traducere de Dan Caragea în limba portugheză a romanului “Cartea șoaptelor”
- „Pecipeci name”, Editura Ketabe Miamak (2015), traducere de Garoon Sarkisean în limba persană a romanului “Cartea șoaptelor”
- „Księga szeptów”, Editura Książkowe Klimaty (2015), traducere de Joanna Kornaś-Warwas în limba poloneză a romanului “Cartea șoaptelor”
- „Het boek der fluisteringen”, Editura Uitgeverij Pegasus (2015), traducere de Jan Willem Bos în limba neerlandeză a romanului “Cartea șoaptelor”
- „Kniha šepotů”, Editura Havran (2016), traducere de Jarmila Horakova în limba cehă a romanului “Cartea șoaptelor”
- „Igra na sto lista i drugi razkazi”, Editura SONM (2016), traducere de Vanina Bojikova în limba bulgară a romanului „Jocul celor o sută de frunze și alte povestiri”
- „Das Spiel der hundert Blätter”, Editura Zsolnay Verlag (2016), traducere de Ernest Wichner în limba germană a romanului „Jocul celor o sută de frunze și alte povestiri”
- „Hviskingenes bok”, Editura Bokvennen (2017), traducere de Steinar Lone în limba norvegiană a romanului “Cartea șoaptelor”
- „Knjiga šapata”, Editura Sandorf (2017), traducere de Ana Brnardic Oproiu și Adrian Oproiu în limba croată a romanului “Cartea șoaptelor”
- „The Book of Whispers”, Editura Yale University Press (2017), traducere de Alistair Ian Blyth în limba engleză a romanului “Cartea șoaptelor”
- Auf unseren Spuren (Pe urmele noastre) – Gedichte, traducere în limba germană de Christian W. Schenk, Dionysos Boppard 2018, ISBN 9781983279218

Urmează traducerile Cărții șoaptelor în sârbă, ucraineană.
Cartea șoaptelor
„Cartea șoaptelor” cuprinde multe evenimente importante ale popoarelor armene și române din secolul XX până
anii 1960. Cartea a fost scrisă în 2003-2008. Cartea a fost nominalizată pentru Premiul Nobel de Uniunea Scriitorilor din România (2013, 2014), Uniunea Scriitorilor din Armenia (2013-2015) și Asociația de limbă ebraică din Israel (2013, 2014). V. Vosganian a avut lansări ale „Cărții șoaptelor” în zeci de orașe ale României, precum și în alte țări (Spania, Italia, Franța, Belgia, Germania, Austria, Suedia, Ungaria, Bulgaria, Armenia, Republica Moldova, Israel, Argentina, Columbia etc.). „În Columbia, președintele țării, Juan Manuel Santos, a cerut cartea de la editură, a citit-o, apoi a mulțumit pentru această carte,socotind că ar putea să-l ajute în dialogul cu gherilele, văzând cum
alții au ales între iertare și răzbunare, a fost o discuție întreagă despre
rolul culturii în actul politic”, povestește autorul. 
Iată unele bucăți
ale recenziilor de peste 1000 de pagini, apărute în presa internațională despre „Cartea
șoaptelor”:
Estandarte (Spania)
Cartea șoaptelor este una dintre cărțile poate cele mai importante ale literaturii europene
din utimii ani.
Editorial Pre-Textos (Spania)
Cititorul
se găsește în fața unui roman care a avut un succes extraordinar și care este,
în același timp, document istoric, poem în proză, fantezie și realitate
cutremurătoare. Poate că, într-o bună zi, se va considera incompletă o istorie
a secolului XX care nu va include în conținutul său pagini din Cartea șoaptelor.
Revista de Arte y Ensayo Madrid en Marco (Spania)
Vosganian
se arată cervantesc în a construi o “istorie de istorii” dacă nu un “roman de
romane”, cum a fost Don Quijote. Cartea șoaptelor este o carte unică,
care se citeste, dacă nu se ascultă de-a dreptul, cu vocea șoptită a protagoniștilor
săi.
Frankfurter Allgemeine Zeitung (Germania)
Cartea șoaptelor este un roman magnific care aparține
literaturii universale, fiind, probabil, una dintre cărțile de referință ale
secolului XXI, atât de minunată încât îți taie rasuflarea. 
Suddeutsche Zeitung (Germania)
Varujan Vosganian este
un autor autentic, un povestitor excepțional care istorisește saga unui popor
persecutat de atâtea generații, până în zilele noastre.
Der Spiegel (Germania)
„Cartea șoaptelor
este pentru spațiul est-european echivalentul Veacului de singurătate al lui
Gabriel Garcia Marquez.” 
Cittanuova.it
(Italia)
Uno dei capolavori della letteratura romena post-comunista,
che riecheggia le grandi epopee dell’umanità come l’Iliade e l’Odissea. 
La Nacional (Chile)
Cartea șoaptelor este foarte frumoasă, un gest estetic superior, sublim.
El Nacional (Venezuela)
Varujan
Vosganian este, înainte de toate, un scriitor care a primit moștenirea unei
memorii făcute din moarte și supraviețuire.
La Nacion (Argentina)
Cartea șoaptelor este o operă foarte bine scrisă.
Autorul întruchipează poporul armean printr-o tragică și complexă epopee.

### Politică
- Dialoguri cu Varujan Vosganian, Ed. Dacia, 2000, Cluj-Napoca, autor Diana Coriciuc
- Dreapta Românească. Tradiție și Modernitate, Ed. Nemira, 2001